# Parlamento prussiano
Preußischer Landtag foi a assembleia representativa da Prússia que existiu do século XV até o século XX em várias formas e Estados, no Estado Monástico dos Cavaleiros Teutônicos, na Prússia Real, no Ducado da Prússia, no Reino da Prússia e no Estado Livre da Prússia.

## Edifício
Em 1899, o Preußischer Landtag mudou-se para o edifício próximo a Potsdamer Platz, que está situada no lado aposto a Martin Gropius Bau em Niederkirchnerstraße Nº 5. Antes da Segunda Guerra Mundial, a rua passou a chamar-se Prinz-Albrecht-Straße.
Desde 1993 o edifício é a sede da Câmara dos Deputados de Berlim (Abgeordnetenhaus von Berlin) , e como acontece com o Reichstag, coloquialmente ainda chamado de Preußischer Landtag.

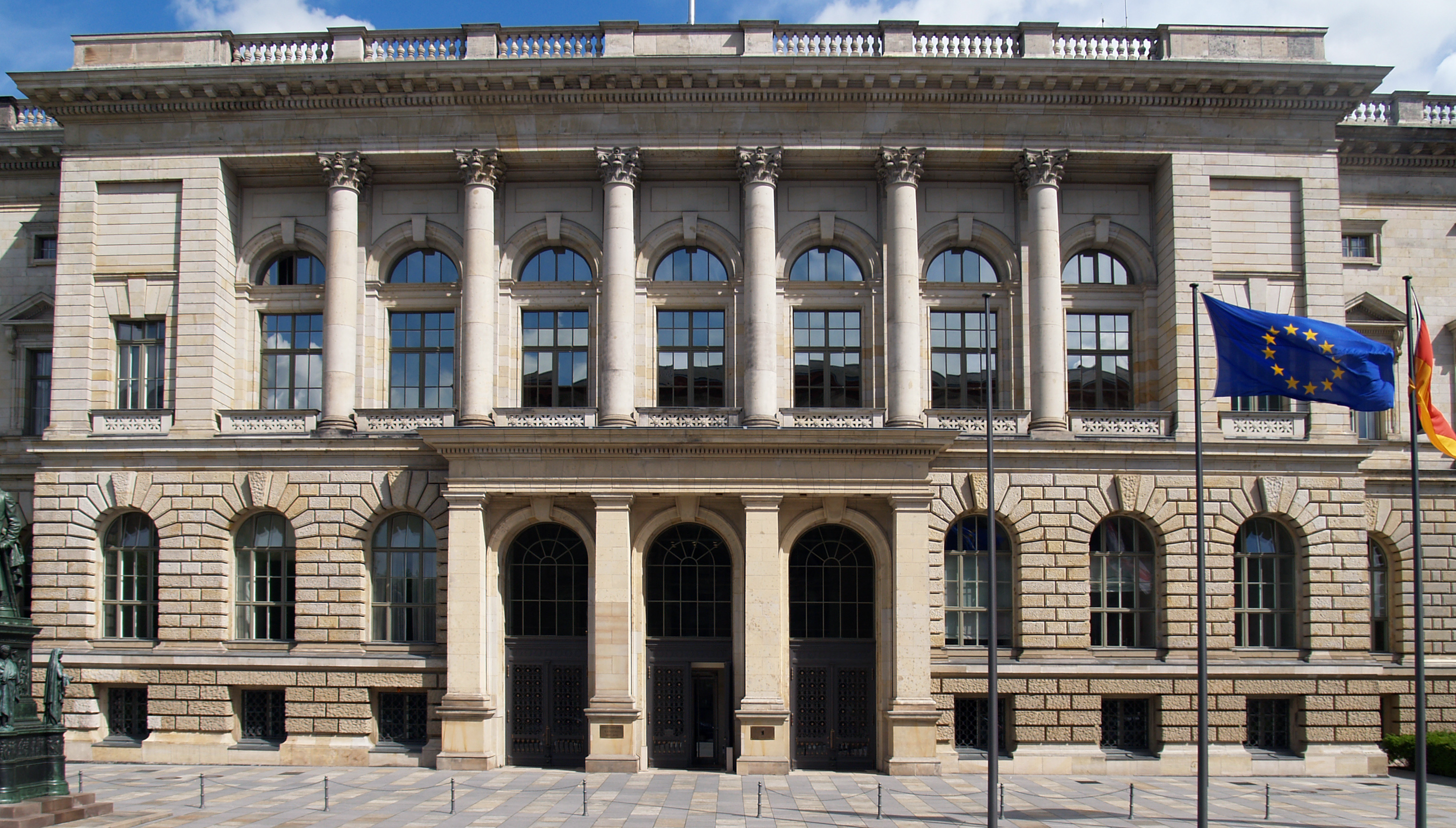
Vista frontal externa
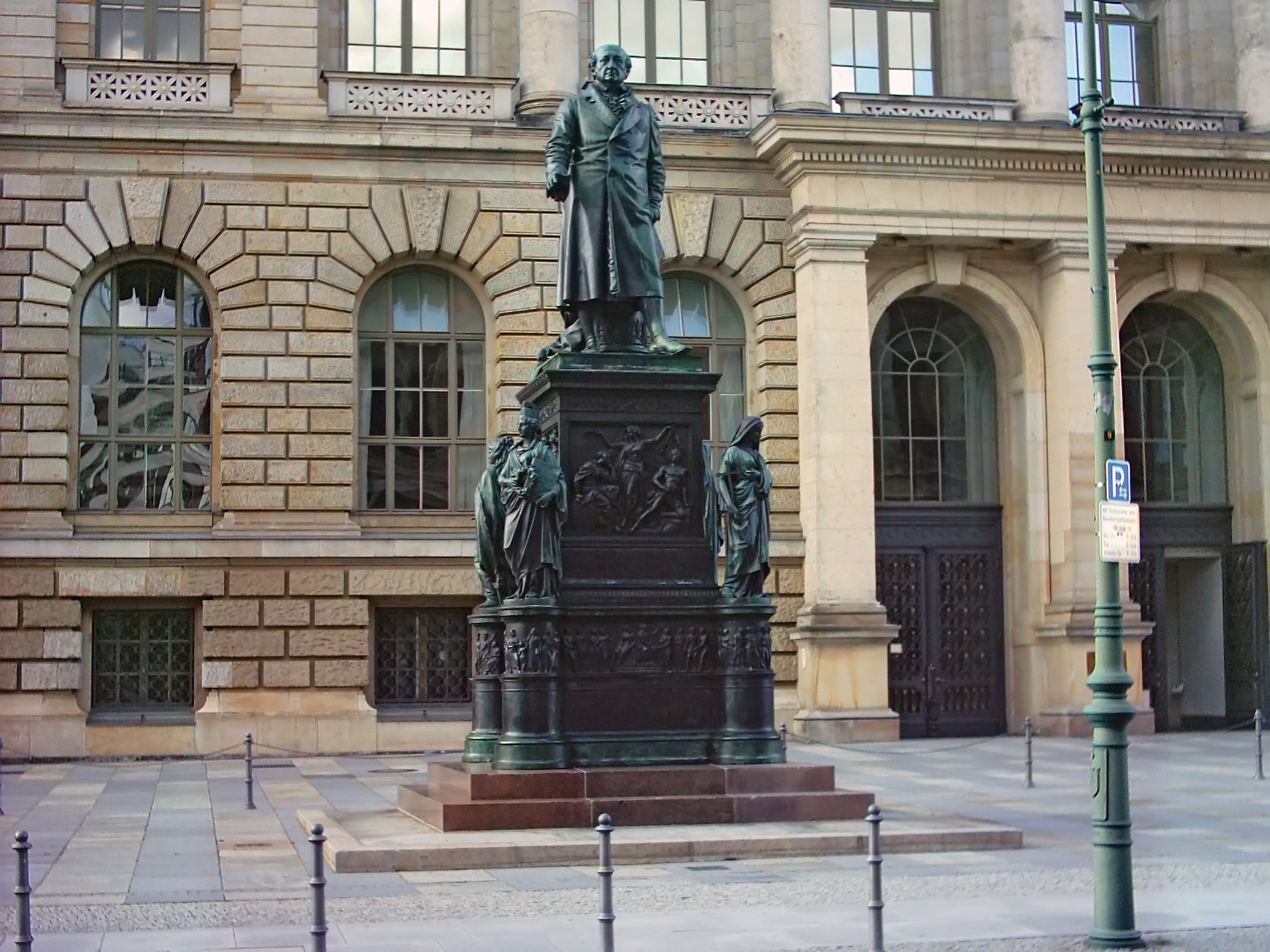
Estátua de Freiherr vom Stein em frente a Câmara dos Deputados
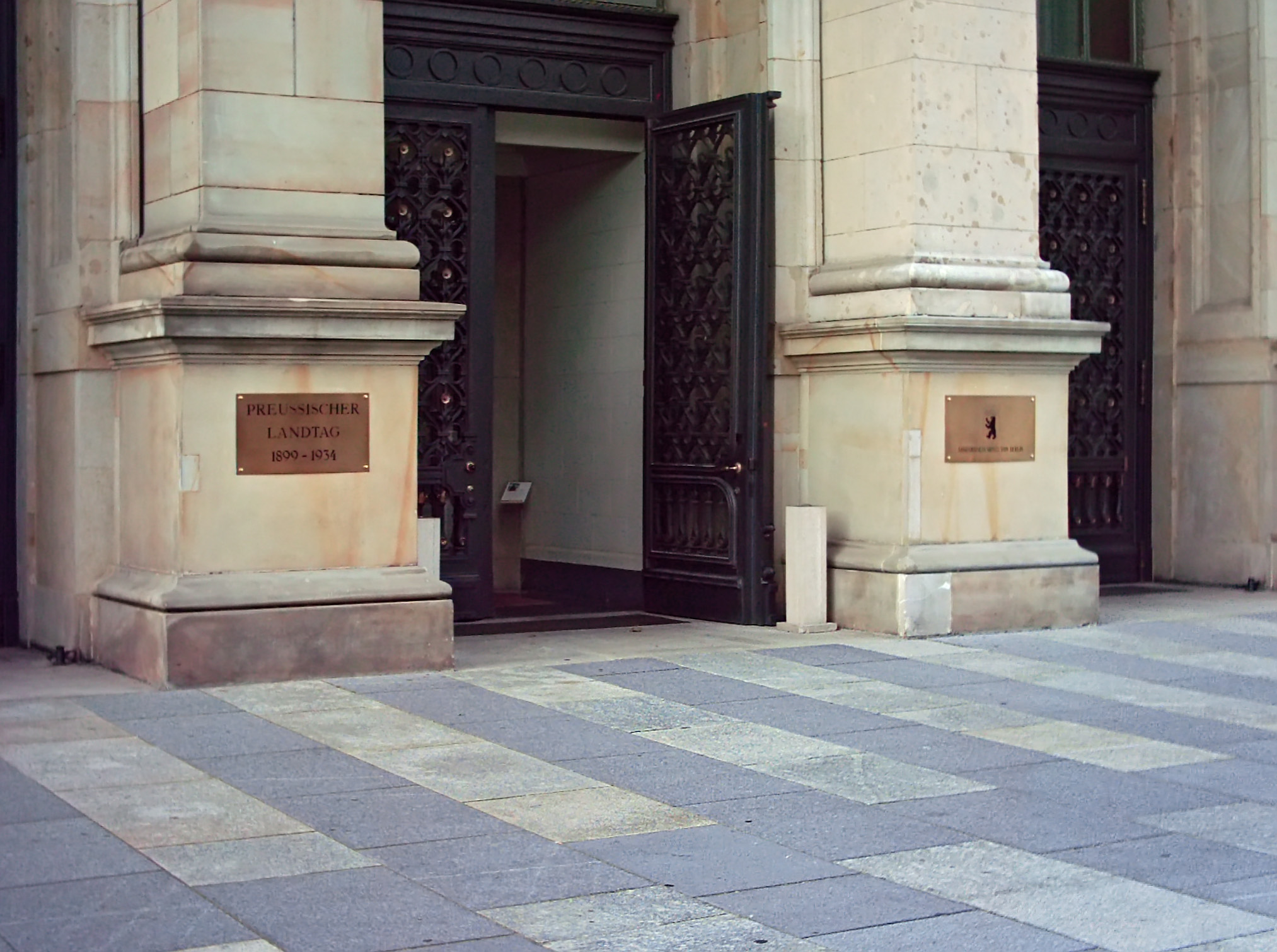
Entrada da Câmara dos Deputados
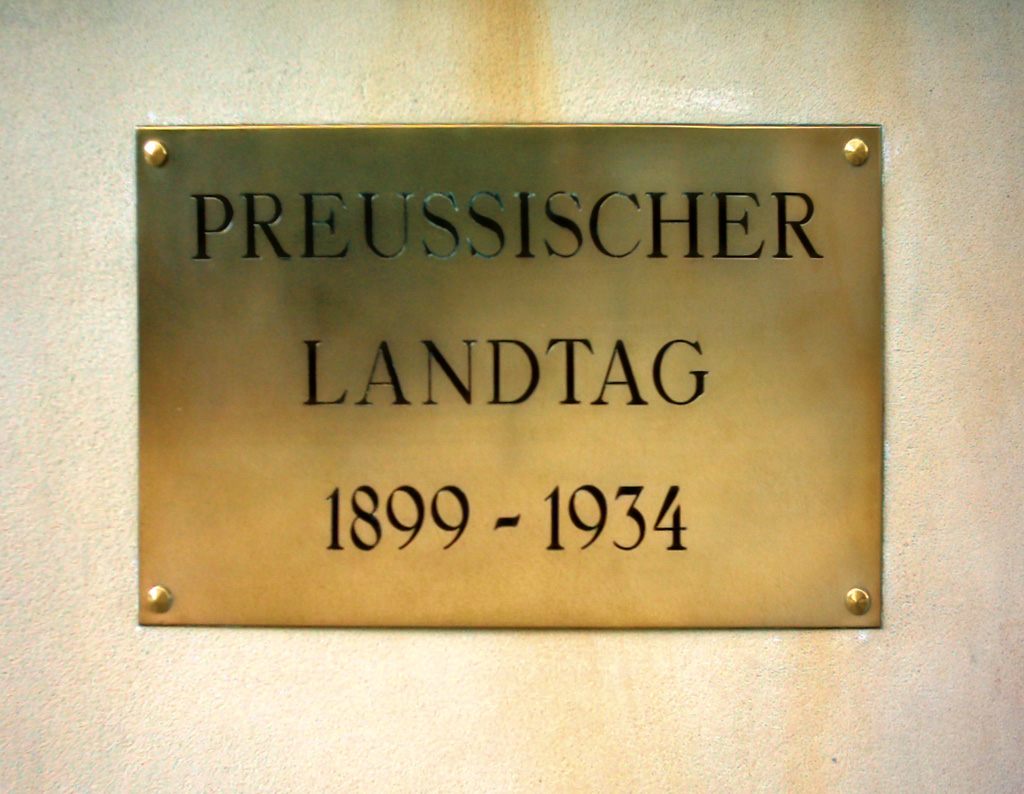
Placa na entrada da Câmara dos Deputados